# Fidżi na Letnich Igrzyskach Olimpijskich 2012
Fidżi na Letnich Igrzyskach Olimpijskich 2012, które odbywały się w Londynie, reprezentowało 9 zawodników.
Był to trzynasty start reprezentacji Fidżi na letnich igrzyskach olimpijskich.

## Reprezentanci

### Judo
Mężczyźni
| Zawodnik       | Konkurencja | 1/32             | 1/16                            | 1/8              | Ćwierćfinał      | Półfinał         | Repasaż 1        | Repasaż 2        | Finał            | Finał   |
| Zawodnik       | Konkurencja | Przeciwnik Wynik | Przeciwnik Wynik                | Przeciwnik Wynik | Przeciwnik Wynik | Przeciwnik Wynik | Przeciwnik Wynik | Przeciwnik Wynik | Przeciwnik Wynik | Pozycja |
| -------------- | ----------- | ---------------- | ------------------------------- | ---------------- | ---------------- | ---------------- | ---------------- | ---------------- | ---------------- | ------- |
| Josateki Naulu | - 81 kg     | BYE              | Srdjan Mrvaljevic P 0003 – 0111 | NQ               | NQ               | NQ               | NQ               | NQ               | NQ               | 17-32.  |

### Lekkoatletyka
Mężczyźni
| Zawodnik        | Konkurencja    | Kwalifikacje | Kwalifikacje | Finał | Finał   |
| Zawodnik        | Konkurencja    | Wynik        | Miejsce      | Wynik | Miejsce |
| --------------- | -------------- | ------------ | ------------ | ----- | ------- |
| Leslie Copeland | rzut oszczepem | 80.19 m      | 13.          | NQ    | NQ      |

Kobiety
| Zawodniczka      | Konkurencja | Eliminacje | Eliminacje | Półfinał | Półfinał | Finał | Finał   |
| Zawodniczka      | Konkurencja | Wynik      | Miejsce    | Wynik    | Miejsce  | Wynik | Miejsce |
| ---------------- | ----------- | ---------- | ---------- | -------- | -------- | ----- | ------- |
| Danielle Alakija | 400 m       | 56.77      | 39.        | NQ       | NQ       | NQ    | NQ      |

### Łucznictwo
Mężczyźni
| Zawodnik     | Konkurencja   | Runda rankingowa | Runda rankingowa | 1/32                | 1/16             | 1/8              | Ćwierćfinał      | Półfinał         | Finał            | Finał   |
| Zawodnik     | Konkurencja   | Punkty           | Rozstawienie     | Przeciwnik Wynik    | Przeciwnik Wynik | Przeciwnik Wynik | Przeciwnik Wynik | Przeciwnik Wynik | Przeciwnik Wynik | Pozycja |
| ------------ | ------------- | ---------------- | ---------------- | ------------------- | ---------------- | ---------------- | ---------------- | ---------------- | ---------------- | ------- |
| Robert Elder | indywidualnie | 615              | 63.              | Kim Bub-min P 4 – 6 | NQ               | NQ               | NQ               | NQ               | NQ               | 33-64.  |

### Pływanie
Mężczyźni
| Zawodnik    | Konkurencja   | Eliminacje | Eliminacje | Półfinał | Półfinał | Finał | Finał   |
| Zawodnik    | Konkurencja   | Czas       | Miejsce    | Czas     | Miejsce  | Czas  | Miejsce |
| ----------- | ------------- | ---------- | ---------- | -------- | -------- | ----- | ------- |
| Paul Elaisa | 100m dowolnym | 54.87      | 47.        | NQ       | NQ       | NQ    | NQ      |

Kobiety
| Zawodniczka       | Konkurencja     | Eliminacje | Eliminacje | Półfinał | Półfinał | Finał | Finał   |
| Zawodniczka       | Konkurencja     | Czas       | Miejsce    | Czas     | Miejsce  | Czas  | Miejsce |
| ----------------- | --------------- | ---------- | ---------- | -------- | -------- | ----- | ------- |
| Matelita Buadromo | 100m klasycznym | 1:16.33    | 43.        | NQ       | NQ       | NQ    | NQ      |

### Podnoszenie ciężarów
Mężczyźni
| Zawodnik     | Konkurencja | Rwanie | Rwanie  | Podrzut | Podrzut | Razem  | Pozycja |
| Zawodnik     | Konkurencja | Wynik  | Pozycja | Wynik   | Pozycja | Razem  | Pozycja |
| ------------ | ----------- | ------ | ------- | ------- | ------- | ------ | ------- |
| Manueli Tulo | 56 kg       | 105 kg | 17.     | 128 kg  | 14.     | 233 kg | 13.     |

Kobiety
| Zawodniczka | Konkurencja | Rwanie | Rwanie  | Podrzut | Podrzut | Razem  | Pozycja |
| Zawodniczka | Konkurencja | Wynik  | Pozycja | Wynik   | Pozycja | Razem  | Pozycja |
| ----------- | ----------- | ------ | ------- | ------- | ------- | ------ | ------- |
| Maria Liku  | 58 kg       | 82 kg  | 8.      | 100 kg  | 8.      | 182 kg | 8.      |

### Strzelectwo
Mężczyźni
| Zawodnik    | Konkurencja | Kwalifikacje | Kwalifikacje | Finał  | Finał   |
| Zawodnik    | Konkurencja | Punkty       | Miejsce      | Punkty | Miejsce |
| ----------- | ----------- | ------------ | ------------ | ------ | ------- |
| Glenn Kable | trap        | 117          | 23.          | NQ     | NQ      |